# Tunnock’s
Thomas Tunnock Ltd. – brytyjskie przedsiębiorstwo branży spożywczej, zajmujące się produkcją wyrobów cukierniczych, sprzedawanych pod marką Tunnock’s. Siedziba przedsiębiorstwa mieści się w Uddingston, w Szkocji.
Przedsiębiorstwo zostało założone w 1890 roku przez Thomasa Tunnocka i początkowo produkowało wyroby piekarnicze. W latach 50. XX wieku rozpoczęta została produkcja słodyczy, głównie karmelowych wafelków oraz tzw. teacakes (pianka z białek umieszczona na podstawie ciastka shortbread w polewie czekoladowej), które do dziś stanowią podstawowy produkt przedsiębiorstwa.